# Castelo Burleigh

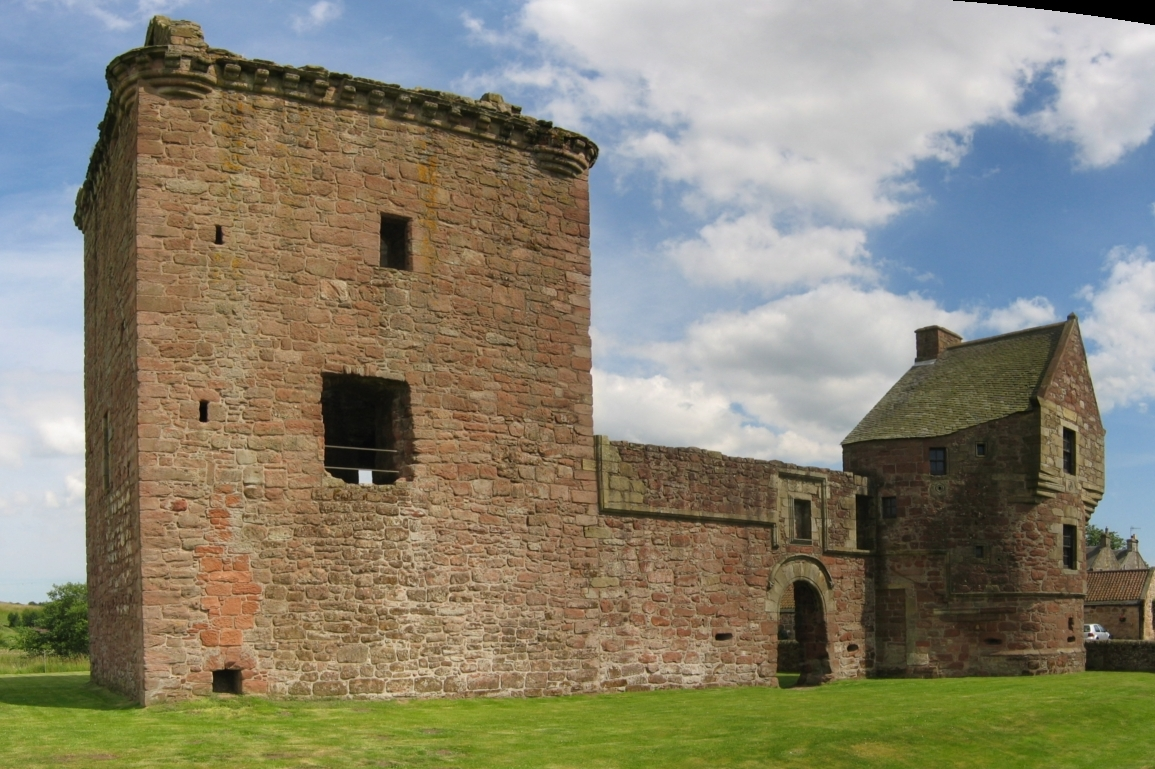
Castelo Burleigh, Escócia.

O Castelo Burleigh (em língua inglesa Burleigh Castle) é um castelo localizado em Perth and Kinross, Escócia.
O castelo foi protegido na categoria "A" do "listed building", em 5 de outubro de 1971.